# Tamon Jirō
Tamon Jirō (多門二郎 (Đa Môn Nhị Lang)  28 tháng 9 năm 1878 - 24 tháng 11 năm 1934) là một Trung tướng của Lục quân Đế quốc Nhật Bản. Ông là chỉ huy quân Nhật trong một số chiến dịch của cuộc xâm lược Mãn Châu.

## Sự nghiệp
Sinh ra tại tỉnh Shizuoka, Tamon tốt nghiệp khóa 11 Trường Sĩ quan Lục quân năm 1898, và sau đó tham gia Chiến tranh Nga-Nhật. Sau chiến tranh, ông tốt nghiệp khóa 21 Đại học Lục quân năm 1909. Sau khi chỉ huy trung đoàn bộ binh 62 và đi châu Âu 6 tháng, ông được điều đến trung đoàn bộ binh 27 đóng tại Siberia năm 1920 tham gia vào cuộc Can thiệp Siberia trong Nội chiến Nga. Trong cuộc chiến này, ông đã chỉ huy một đơn vị mang tên "Đội đặc nhiệm Tamon, một phần của lực lượng tiếp viện cho thị trấn Nikolayevsk-na-Amure sau sự kiện Nikolayevsk.
Sau đó, ông được đưa đến ban tham mưu của Lực lượng Viễn chinh Sakhalin. Tamon chỉ huy trung đoàn 2 Lục quân từ năm 1921 đến 1922. Ông là tham mưu trưởng Sư đoàn 4 Lục quân cho đến năm 1924, trước khi chuyển đến chỉ huy Lữ đoàn Bộ binh 6.
Tamon sau đó làm việc tại Bộ tổng tham mưu Lục quân Đế quốc Nhật Bản từ năm 1925 đến 1927, rồi trở về Đại học Lục quân, lúc đầu là trưởng khoa, sau đó là hiệu trưởng năm 1929.
Từ năm 1930 đến 1933, với quân hàm trung tướng, Tamon làm chỉ huy trưởng Sư đoàn 2 Lục quân. Trong cuộc xâm lược Mãn Châu của Lục quân Nhật sau sự kiện Phụng Thiên, ông đã chỉ huy quân Nhật trong các trận đánh tại Hắc Long Giang, Liêu Ninh, Cáp Nhĩ Tân. Ông nghỉ hưu năm 1933 và mất một năm sau đó.

### Sách
- Bix, Herbert B (2001). Hirohito and the Making of Modern Japan. Harper Perennial. ISBN 0-06-093130-2.
- Coox, Alvin (1990). Nomonhan: Japan Against Russia, 1939. Nhà in Đại học Stanford. ISBN 0804718350.
- Dupuy, Trevor N. (1992). Encyclopedia of Military Biography. I B Tauris & Co Ltd. ISBN 1-85043-569-3.
- Matsusaka, Yoshihisa Tak (2003). The Making of Japanese Manchuria, 1904-1932. Trung tâm Châu Á Đại học Harvard. ISBN 0674012062.
- White, John Albert (1950). The Siberian Intervention. Nhà in Đại học Princeton. ISBN 1-85043-569-3.

### Web
- Ammenthorp, Steen. "Trung tướng Jiro Tamon". The Generals of World War II.
- Bộ tổng tham mưu Lục quân Đế quốc Nhật Bản
- Đại học Lục quân Đế quốc Nhật Bản